# Ficus dalbertisii
Ficus dalbertisii là một loài thực vật có hoa trong họ Moraceae. Loài này được King mô tả khoa học đầu tiên năm 1887.